# ジャコ (アルバム)
『ジャコ』（Jaco）は、ジャコ・パストリアス、パット・メセニー、ブルース・ディトマス、ポール・ブレイからなる4人の名義で1974年にライブ録音されたアルバム。
パストリアスとメセニーは、まだソロ・デビュー前であったが、既にそれぞれの音楽性やサウンドは確立されていて、彼らのレコーディング創世記とも言える作品になっている。メセニーのデビュー・アルバムである1975年12月発表の『ブライト・サイズ・ライフ』でも2人のコラボレーションは続けられた。パストリアスがマイアミ大学でベースの講師をしていた頃から2人は音楽仲間として共に活動するようになり、ジョニ・ミッチェルのアルバムやツアーなどで1980年代初頭くらいまで一緒にプレイすることとなる。

## 収録曲
| #  | タイトル                             | 作詞 | 作曲                 | 時間 |
| -- | ------------------------------------ | ---- | -------------------- | ---- |
| 1. | 「ヴァシュカー - "Vashkar"」         |      | カーラ・ブレイ       | 9:55 |
| 2. | 「ポコノス - "Poconos"」             |      | ポール・ブレイ       | 1:00 |
| 3. | 「ドンキー - "Donkey"」              |      | カーラ・ブレイ       | 6:28 |
| 4. | 「ヴァンパイア - "Vampira"」         |      | ポール・ブレイ       | 7:15 |
| 5. | 「オーヴァートーンド - "Overtoned"」 |      | カーラ・ブレイ       | 1:04 |
| 6. | 「ジャコ - "Jaco"」                  |      | カーラ・ブレイ       | 3:45 |
| 7. | 「バッテリー - "Batterie"」          |      | カーラ・ブレイ       | 5:12 |
| 8. | 「キング・コーン - "King Korn"」     |      | カーラ・ブレイ       | 0:29 |
| 9. | 「ブラッド - "Blood"」               |      | アネット・ピーコック | 1:29 |

## パーソネル
- ジャコ・パストリアス (Jaco Pastorius) - ベース
- パット・メセニー (Pat Metheny) - ギター
- ポール・ブレイ (Paul Bley) - エレクトリック・ピアノ
- ブルース・ディトマス (Bruce Ditmas) - ドラム